# Autopista A6
La Autopista A6 (en alemán Autobahn A6, en francés Autoroute A6, en italiano y romanche Autostrada A6) es una autopista suiza que une a las ciudades de Biel-Bienne y Thun pasando por Berna. La A6 se encuentra completamente sobre territorio bernés y constituye una de las principales vías de comunicación de la región. Sin embargo, solamente la parte de Berna hacia el Oberland bernés forma parte de la red nacional de autopistas.
La parte principal de la actual A6 es la antigua N6 (Vía Nacional 6), la cual lleva desde el intercambiador de Wankdorf en la A1, pasando por Muri bei Bern y Thun, hasta el intercambiador de Lattigen, en el cual se incorpora en la A8. La numeración de la N8 comienza desde Lattigen, aunque la A6 se supone debería llevar hasta Spiez, hasta la altura de la desviación de la Kandertalstrasse. Debido a esto existen dos ramas de la A6 en Spiez y en la N6, la cual conduce desde Lattigen hasta Wimmis, y que es llamada A6b. Los planes iniciales preveían que la A6 continuara a través del Simmental y que desde allí se pudiera llegar al Valais a través del Rawil-Tunnel, pero la idea fue abandonada por motivos medioambientales.
La parte del Túnel del Simmeflue sobre la A6 en Wimmis, así como la A6 entre Biel-Bienne y Schönbühl, no forman parte de la red nacional de autopistas. El túnel forma parte de una autovía cantonal. La antigua autopista sin número que conduce de Schönbühl a Lyss Nord está marcada hoy como la A6. Lo mismo sucede con la autovía cantonal entre Lyss Nord y la ciudad de Biel-Bienne. Actualmente se planea la continuación y construcción del trayecto de Lyss Nord hasta la ciudad de Biel-Bienne y la conexión de la A6 con la A5 a la altura de Brüggmoos.

## Recorrido
| Velocidad | Esquema        | Tipo           | Número | Nombre de la salida | Texto del panel                               | Intersección        |
| --------- | -------------- | -------------- | ------ | ------------------- | --------------------------------------------- | ------------------- |
| 80km/h    | Semi-Autopista | Intercambio    | 1      | Brüggmoos           | en construcción Biel ... -------- Biel Orpund | Neuchâtel Solothurn |
| 80km/h    | Semi Autopista | Salida         | 2      | Port                | Port Delémont                                 |                     |
| 80km/h    | Semi-Autopista | Salida         | 3      | Brügg               | Brügg                                         |                     |
| 80km/h    | Semi-Autopista | Salida         | 4      | Studen              | Studen                                        |                     |
| 80km/h    | Autopista      | Salida         | 5      | Lyss Nord           | Lyss Nord Studen Worben                       |                     |
| 120km/h   | Autopista      | Salida         | 6      | Lyss Sud            | Lyss Sud                                      |                     |
| 120km/h   | Autopista      | Salida         | 7      | Schüpfen            | Schüpfen                                      |                     |
| 120km/h   | Autopista      | Salida         | 8      | Münchenbuchsee      | Münchenbuchsee Schüpfen Büren an der Aare     |                     |
| 120km/h   | Autopista      | Salida         | 9      | Schönbühl           | Schönbühl Zollikofen Moosseedorf              |                     |
| 120km/h   | Autopista      | Intercambio    | 10     | Schönbühl           | Kirchberg                                     | Zürich Basel        |
| 120km/h   | Autopista      | Área de reposo |        | Grauholz            |                                               |                     |
| 100km/h   | Autopista      | Intercambio    | 11     | Wankdorf            | Bern-Wankdorf ------- Bern Neufeld            | Fribourg Lausanne   |
| 80km/h    | Autopista      | Salida         | 11     | Bern-Wankdorf       | Bern-Wankdorf Ostermundigen                   |                     |
| 80km/h    | Autopista      | Salida         | 12     | Bern-Ostring        | Bern-Ostring                                  |                     |
| 100km/h   | Autopista      | Salida         | 13     | Muri                | Muri Luzern Langnau i.E.                      | Gümligen Rüfenacht  |
| 120km/h   | Autopista      | Salida         | 14     | Rubigen             | Rubigen Münsingen Belp                        |                     |
| 120km/h   | Autopista      | Área de reposo |        | Münsingen           |                                               |                     |
| 120km/h   | Autopista      | Salida         | 15     | Kiesen              | Kiesen Langnau im Emmental Konolfingen        |                     |
| 120km/h   | Autopista      | Salida         | 16     | Thun-Nord           | Thun-Nord Gunten Heimberg Steffisburg         |                     |
| 100km/h   | Autopista      | Salida         | 17     | Thun-Süd            | Thun-Süd                                      |                     |
| 100km/h   | Autopista      | Área de reposo |        | Buchholz            |                                               |                     |
| 80km/h    | autopista      | Intercambio    | 18     | Lattigen            | Zweisimmen Wimmis                             | Spiez Zweisimmen    |
| 80km/h    | Autopista      | Salida         | 19     | Wimmis              | Wimmis                                        |                     |